# Turcolana pamphyliae
Turcolana pamphyliae är en kräftdjursart som beskrevs av Lazar Botosaneanu och Notenboom 1989. Turcolana pamphyliae ingår i släktet Turcolana och familjen Cirolanidae. Inga underarter finns listade i Catalogue of Life.